# Edmund Landolt

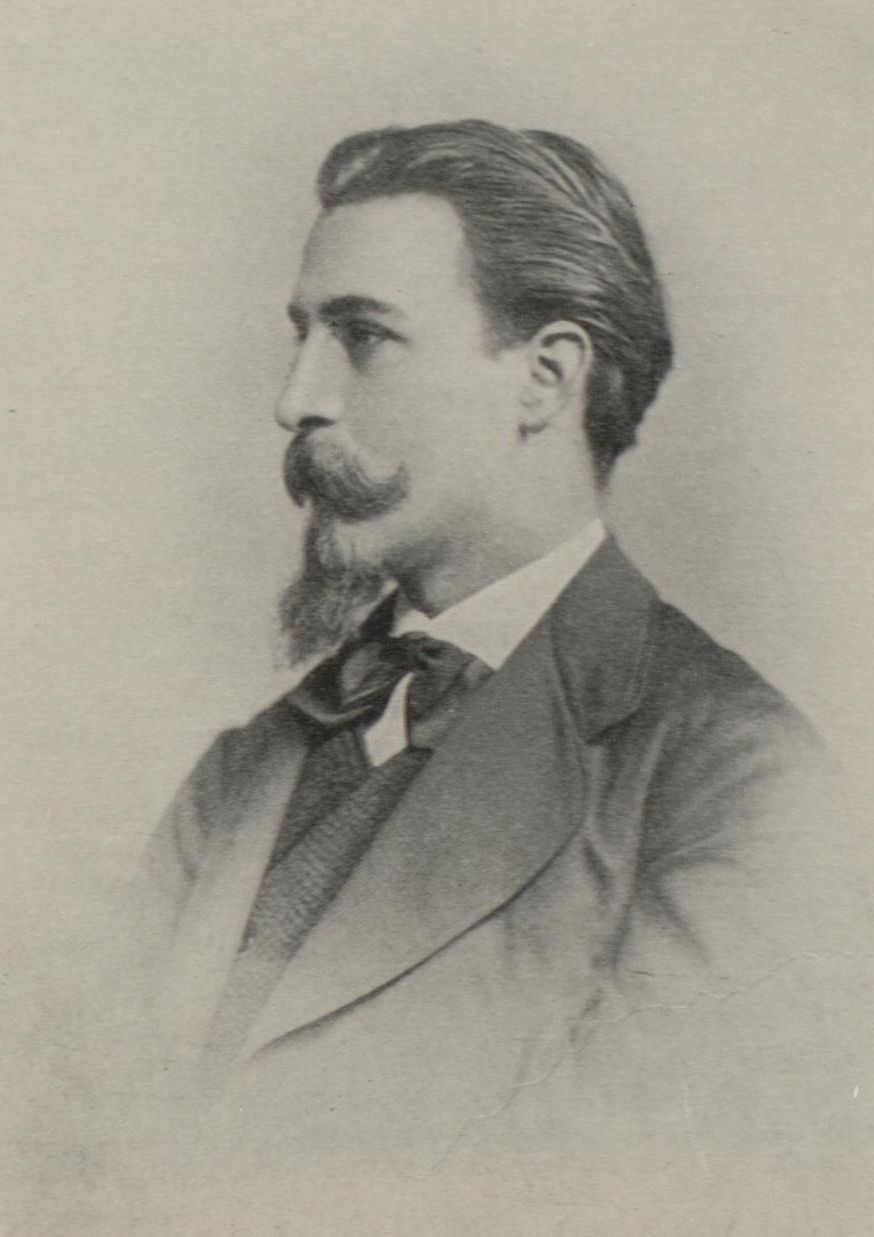
Edmund Landolt, um 1880

Edmund Landolt (* 17. Mai 1846 in Kirchberg bei Aarau, einem Ortsteil der Gemeinde Küttigen; † 9. Mai 1926 in Paris, reformiert, heimatberechtigt in Aarau) war ein Schweizer Augenarzt.

## Leben
Edmund Landolt kam am 17. Mai 1846 in Kirchberg bei Aarau als Sohn des Pfarrers Rudolf Landolt und der Rosina, geborener Baumgartner, zur Welt. Er belegte ein Studium der Medizin an der Universität Zürich, das er im Jahr 1869 mit dem Erwerb des akademischen Grades eines Dr. med. abschloss. Anschliessend war er kurze Zeit als Assistent und Oberarzt an der Augenklinik von Johann Friedrich Horner tätig.
In weiterer Folge unternahm er Studienreisen und absolvierte 1872 eine Weiterbildung in Utrecht, bevor er 1874 nach Paris übersiedelte. Dort gründete er eine Privataugenklinik an der Rue Saint-André des Arts. Daneben wirkte er als Augenarzt an der Institution National des Jeunes Aveugles sowie als Mitarbeiter von Émile Javal am augenärztlichen Laboratorium an der Sorbonne. Ferner fungierte er als Mitbegründer der «Archives d’ophtalmologie».
Edmund Landolt war mit Valerie, geborener Hübscher, verheiratet.

## Wirken
Edmund Landolt setzte seinen Forschungsschwerpunkt auf die physiologische Optik. Zudem sorgte er für die Entwicklung zahlreiche Methoden zur Untersuchung der Augen. Auf ihn gehen die Landoltringe zurück, genormte Sehzeichen zur Prüfung der Sehschärfe.